# Euphorbia deightonii
Euphorbia deightonii ist eine Pflanzenart aus der Gattung Wolfsmilch (Euphorbia) in der Familie der Wolfsmilchgewächse (Euphorbiaceae).

## Beschreibung
Die sukkulente Euphorbia deightonii wächst als reichlich verzweigter Strauch oder kleiner Baum und erreicht eine Höhe von 5 Meter. Die sehr breite Krone entwickelt sich bis zu einem Durchmesser von 18 Meter. Die drei- bis sechskantigen Zweige werden bis 4,5 Zentimeter breit und sind durch Einschnürungen in längliche Abschnitte gegliedert. Die flügelartigen Kanten sind in einem Abstand von 2,5 Zentimeter zueinander mit buchtigen Zähnen besetzt. Die verkehrt eiförmigen Dornschildchen werden bis 9 Millimeter lang und 6 Millimeter breit. Es werden bis 12 Millimeter lange Dornen und sehr kleine, stark sukkulente Nebenblattdornen ausgebildet.
Der Blütenstand besteht aus ein bis drei einfachen Cymen, die 1 Zentimeter lang gestielt sind. Es werden Cyathien mit einem Durchmesser von 9 Millimeter ausgebildet. Die elliptischen Nektardrüsen stoßen aneinander. Die deutlich gelappte Frucht ist an der Basis etwas gedrückt und wird etwa 5 Millimeter lang und 15 Millimeter breit. Sie befindet sich an einem 3 Millimeter langen Stiel. Der kugelförmige Samen wird 3 Millimeter groß und hat eine glatte Oberfläche.

## Verbreitung und Systematik
Euphorbia deightonii ist in Benin, Ghana, Guinea, Elfenbeinküste, Liberia, Nigeria, Sierra Leone und Togo verbreitet.
Die Art steht auf der Roten Liste der IUCN, es gibt zu ihr aber eine ungenügende Datengrundlage (Data Deficient).
Die Erstbeschreibung der Art erfolgte 1938 durch Léon Camille Marius Croizat.